# Campeonato Europeo de Judo de 1974
El XXII Campeonato Europeo de Judo se celebró en Londres (Reino Unido) entre el 2 y el 4 de mayo de 1974 bajo la organización de la Unión Europea de Judo (EJU) y la Federación Británica de Judo.

## Medallistas

### Masculino
| Evento            | Oro                      | Plata                       | Bronce                                               |
| ----------------- | ------------------------ | --------------------------- | ---------------------------------------------------- |
| –63 kg            | Serguei Melnichenko URSS | Danny Da Costa Reino Unido  | Michel Algisi Francia Shengueli Pitsjelauri URSS     |
| –70 kg            | Günter Krüger RDA        | Valeri Dvoinikov URSS       | Engelbert Dörbandt RFA Gérard Gautier Francia        |
| –80 kg            | Jean-Paul Coche Francia  | Antoni Reiter · Polonia     | Adam Adamczyk · Polonia · Bob Debelius · Reino Unido |
| –93 kg            | Goran Žuvela Yugoslavia  | Günther Neureuther RFA      | David Starbrook Reino Unido Dietmar Lorenz RDA       |
| +93 kg            | Guivi Onashvili URSS     | Chris Dolman · Países Bajos | Rémi Berthet Francia Wolfgang Zuckschwerdt RDA       |
| Categoría abierta | Serguei Novikov URSS     | Shota Chochishvili URSS     | Imre Varga · Hungría · Wolfgang Zuckschwerdt · RDA   |

## Medallero
| Núm. | País         | Oro | Plata | Bronce | Total |
| ---- | ------------ | --- | ----- | ------ | ----- |
| 1    | URSS         | 3   | 2     | 1      | 6     |
| 2    | RDA          | 1   | 0     | 3      | 4     |
| 2    | Francia      | 1   | 0     | 3      | 4     |
| 4    | Yugoslavia   | 1   | 0     | 0      | 1     |
| 5    | Reino Unido  | 0   | 1     | 2      | 3     |
| 6    | RFA          | 0   | 1     | 1      | 2     |
| 6    | Polonia      | 0   | 1     | 1      | 2     |
| 8    | Países Bajos | 0   | 1     | 0      | 1     |
| 9    | Hungría      | 0   | 0     | 1      | 1     |
|      | TOTAL        | 6   | 6     | 12     | 24    |